# اعترافات جاسوس نازي
اعترافات جاسوس نازي (بالإنجليزية: Confessions of a Nazi Spy)‏، هو فيلم تجسس وحرب، تم إنتاجه من قبل شركة وارنر برذرز، عرض الفيلم في الصالات السينمائية عام 1939، من بطولة إدوارد روبنسون وجورج ساندرز ودورثي تري وباول لوكاس، حيث كان أول فيلم يعادي الفكر النازي.

## قصة الفيلم
تبدأ قصة الفيلم حول تجنيد الشباب الأمريكيين من أصل ألماني للانضمام للحزب النازي بالولايات المتحدة، وتنتهي الفيلم بالقبض عليهم من قبل مكتب التحقيقات الفيدرالي، واعترافهم بأنهم جواسيس للنظام النازي في ألمانيا.

## الحظر
حظرت الرايخ الألماني عرض الفيلم في الصالات السينمائية الألمانية، وتم حظر عرض الفيلم في أغلب صالات العروض السينمائية في أوروبا قبل غزو بولندا سنة 1939.